# لایجند
لایجند، روستایی از توابع بخش مرکزی شهرستان خوانسار در استان اصفهان ایران است.

## جمعیت
این روستا در دهستان چشمه سار قرار دارد و براساس سرشماری مرکز آمار ایران در سال ۱۳۸۵، جمعیت آن ۱۶۳ نفر (۵۴خانوار) بوده‌است.